# Un lièvre et un gigot d'agneau
Un lièvre et un gigot d'agneau est une peinture à l'huile réalisée par le peintre et graveur français Jean-Baptiste Oudry en 1742. Signée et datée en bas à gauche J.B. Oudry / 1742, elle parvient   au Cleveland Museum of Art par le legs  John L. Severance Fund, en 1969.

## Description
La peinture utilise une technique de trompe-l'œil et montre un gigot d'agneau écorché derrière un lièvre mort, représenté avec l'œil ouvert et une seule goutte de sang suspendue au bout de son nez. Le lièvre et le gigot d'agneau sont suspendus à un même crochet planté dans le mur.
Oudry était connu pour ses toiles représentant du gibier mort, et Un lièvre et un gigot d'agneau ont été décrits comme « étrangement réels ». D'autres ont critiqué la toile comme « sans vie et inerte... à la fois très artificielle et totalement mort ».
Le tableau mesure 98,2 × 73,5 cm ; il a été pu être initialement commandé pour être accroché dans une salle à manger ou une salle de chasse.